# 布伦湖
布伦湖（Bullenseen）是一个位于德國的湖泊，由大布伦湖和小布伦湖组成。在上一次冰河时期末期出现，是一块冰川的遗迹。坐落于罗滕堡低地，罗腾堡的南端，西临博特赫（地理坐标：东经9° 24' 到 25'，北纬 53° 03 '）。 
湖的周围是沼泽，高盐的环境使得鱼类不能在湖内生存。湖及其周边地区被列为自然保护区，并且也被视为不来梅、罗滕堡近郊的悠闲地带。每年5月1日，罗滕堡南区的青年都会在此举行聚会。